# Charles de Ferriol
Charles de Ferriol (1652–1722) est un ambassadeur français envoyé par Louis XIV dans l'Empire ottoman de 1692 à 1711, pendant le règne du Sultan Ahmed III,.

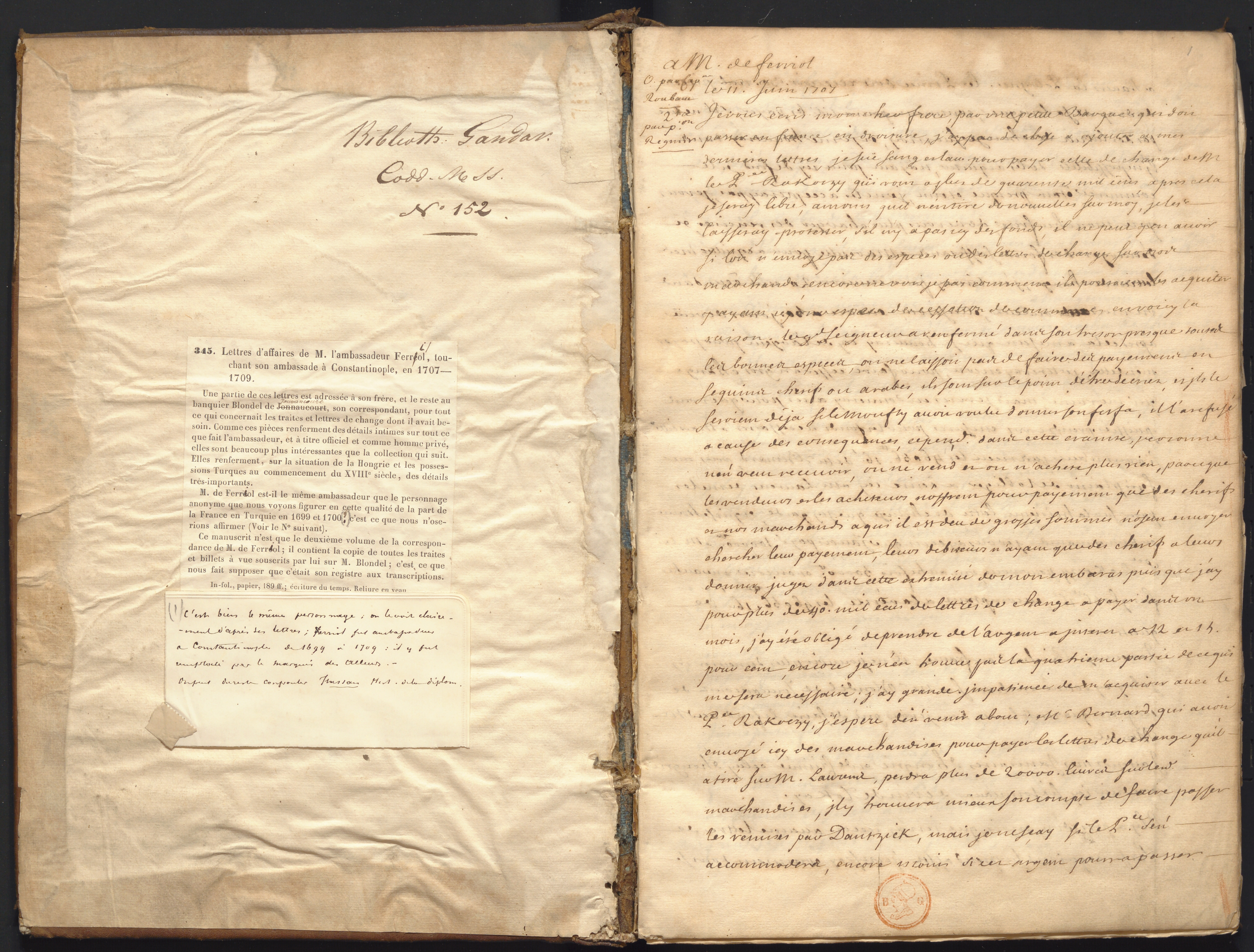
Correspondance de Ch. de Ferriol, 1707-1709

Un tableau de Jean-Baptiste van Mour, qui l'a accompagné lors de sa mission à Constantinople, montre sa réception par le Sultan. D'après le même peintre interprété par neuf graveurs dont Bernard Baron, Charles-Nicolas Cochin le Père, Haussard et Jean-Baptiste Scotin, il est l'auteur d'une Explication des cent estampes qui représentent différentes nations du Levant avec de nouvelles estampes de cérémonies turques qui ont aussi leurs explications (Jacques Collombat, imprimeur-libraire, 1715).
Ferriol, beau-frère de la célèbre dame de Tencin, est surtout connu pour être l'homme qui a amené en France l'épistolière Charlotte Aïssé, une esclave circassienne qu'il a achetée à Constantinople. On lui a prêté l'intention de chercher à obtenir ses faveurs, ce qui n'a pas été confirmé par Charlotte Aïssé ; cette histoire a fait l'objet de plusieurs récits, en particulier l'Histoire d’une Grecque moderne de l'Abbé Prévost (1740).

## Voir aussi

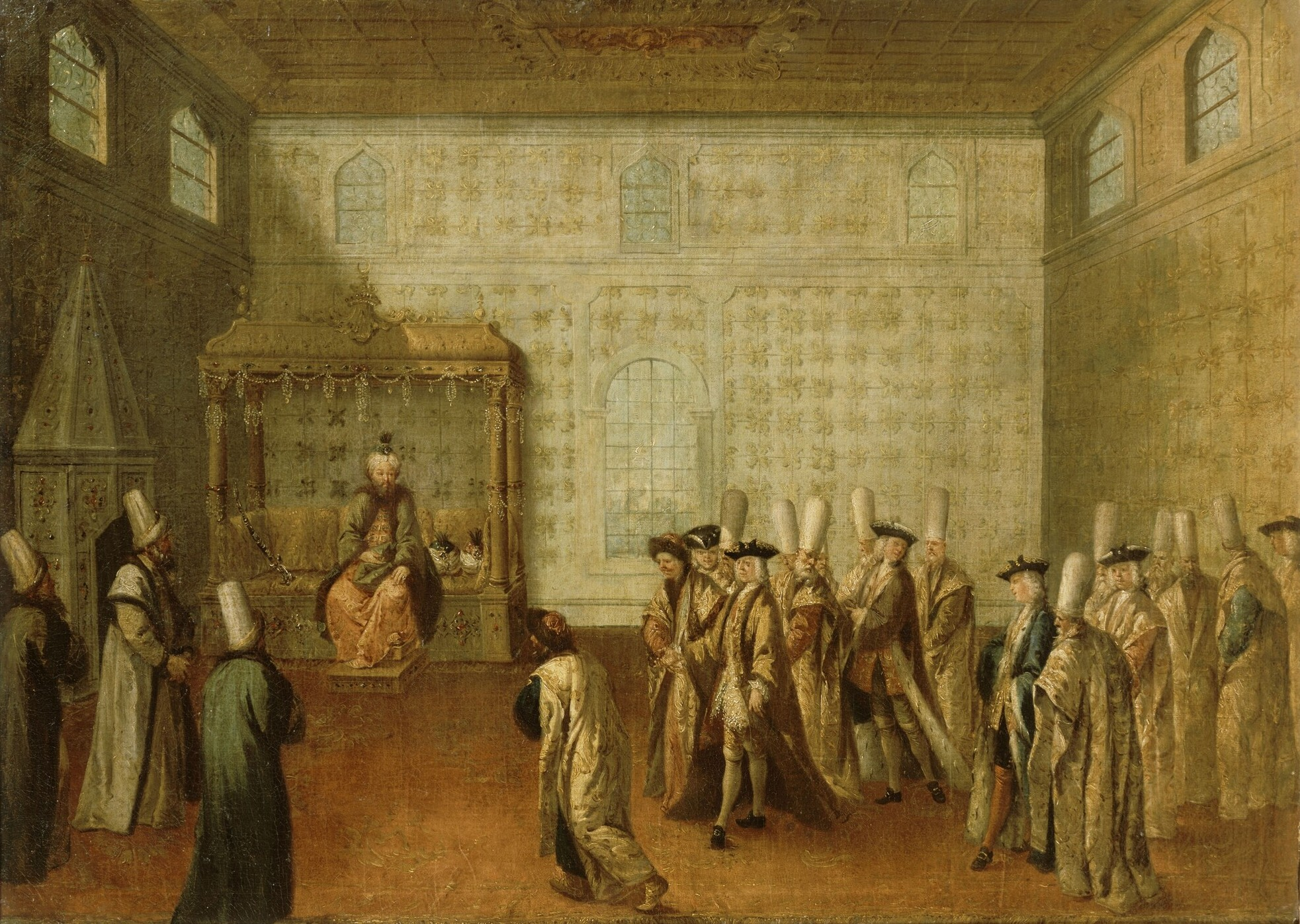
Ahmed III recevant l'ambassade de Charles de Ferriol. (tableau de Jean-Baptiste van Mour, peint en 1724.)